# Haji Khalifa
Haji Khalifa (Istanbul, 1609 – Istanbul, 6 ottobre 1657) è stato uno storico, geografo e cartografo turco-ottomano.

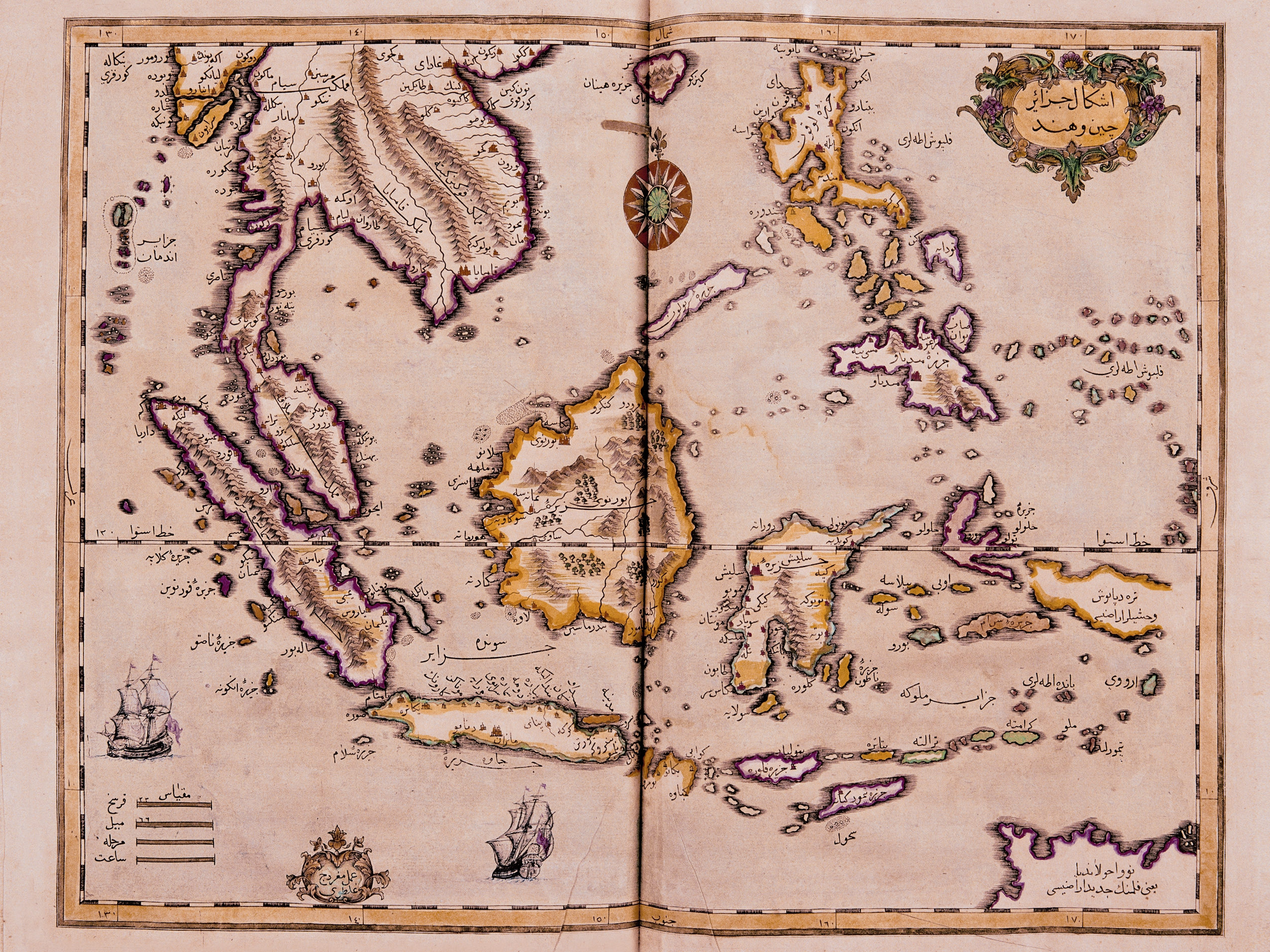
Questa mappa dell'Oceano Indiano e del mar della Cina fu compilata nel 1728 dal cartografo ed editore magiaro (ma nato ottomano) Ibrahim Müteferrika. Si tratta di un insieme di mappe che illustrano il Cihannuma (ossia Jihan-name, "Geografia del mondo") e fa parte del libro di Katip Çelebi, il primo volume di mappe e di disegni che apparve nel mondo islamico.

Kâtip Çelebi, Mustafa bin Abdullah, o Kalfa, fu uno studioso ottomano e uno storico, considerato uno degli autori più fecondi della letteratura non-religiosa del XVII secolo.

## Biografia

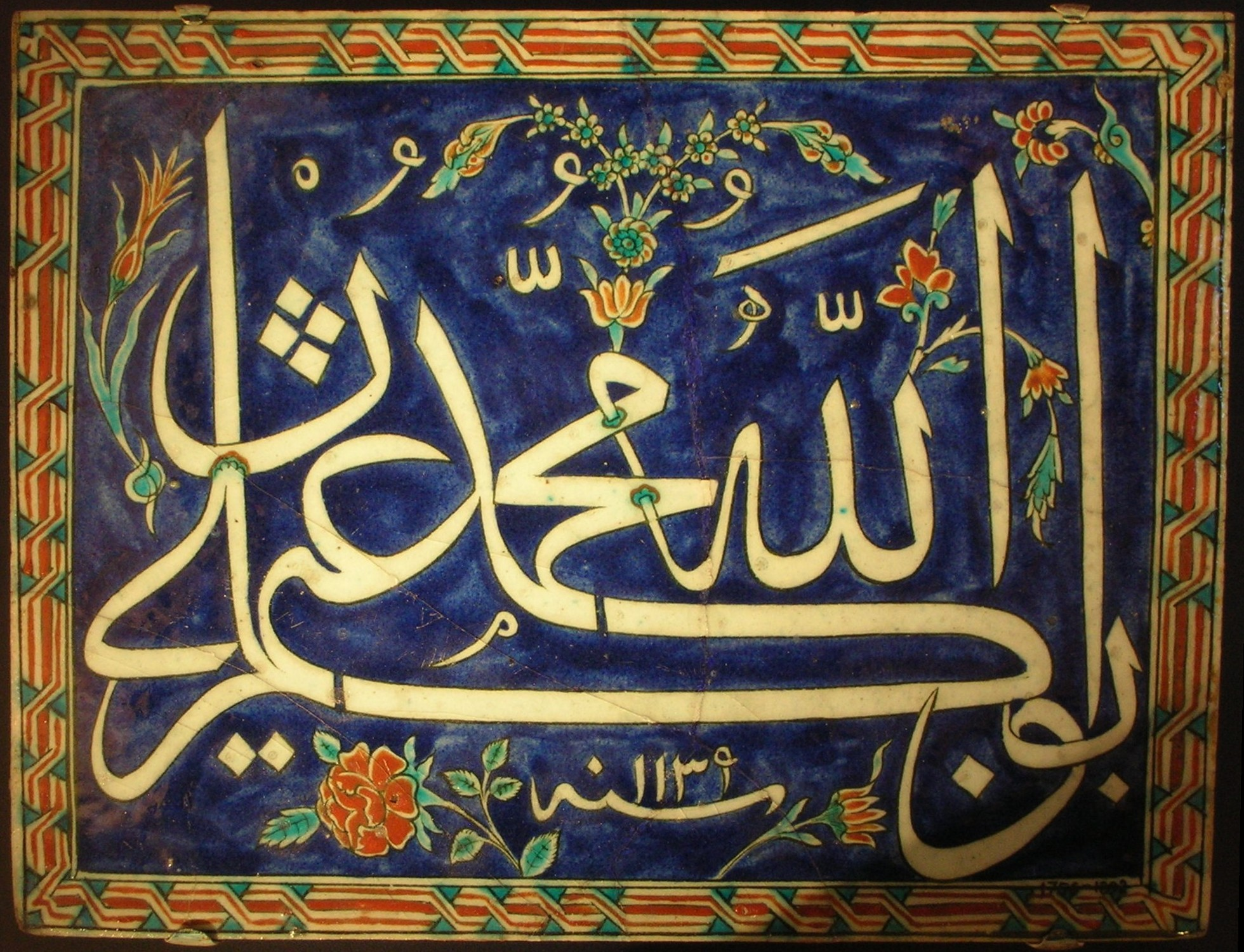
Il principale motivo è costituito da un arabesco calligrafico formato dal nome di Allah, da quello del profeta Maometto e dai primi quattro Califfi "ortodossi": Abū Bakr, ʿUmar, ʿUthmā e ʿAlī. Piastrella in ceramica, Istanbul, circa 1727, Islamic Middle East Gallery

Figlio di un militare, fu egli stesso un soldato per dieci anni, finché un'eredità ricevuta lo indusse ad abbracciare una vita più contemplativa. Come contabile del Dipartimento di Commissariato dell'esercito ottomano in Anatolia, accompagnò le truppe nella campagna contro Baghdad del 1625. Fu presente all'assedio di Erzurum e tornò a Istanbul nel 1628. L'anno seguente fu ancora a Baghdad e Hamadan, e nel 1633-34 ad Aleppo, da cui partì per il pellegrinaggio canonico islamico (da cui gli venne il titolo onorifico di Hājjī). L'anno dopo fu a Erevan e quindi tornò a Istanbul. Qui ottenne un posto nell'Ufficio del Dipartimento di Commissariato, che gli consentì di avere tempo per lo studio. Sembra che egli seguisse le lezioni di grandi Maestri fino al momento in cui morì e dedicò grande attenzione a visitare le biblioteche e ad annotare i titoli e contenuti di tutti i libri che vi trovava (Katip, che significa "bibliotecario", è un appellativo che egli si guadagnò con questa sua attività certosina).
Katip Çelebi morì improvvisamente senza sofferenze nell'ottobre del 1657, mentre beveva una tazza di caffè.

## Opere
Tra i suoi lavori più noti figura certamente il Kashf al-ẓunūn ʿan asāmī al-kutub wa al-funūn, ("Lo svelamento delle ombre circa i titoli dei libri e delle arti"), un'enciclopedia bibliografica, scritta in arabo, in sui sono elencati oltre 14.500 libri in ordine alfabetico.
Uno dei suoi lavori più brevi e parimenti accessibile è invece il Mīzān al-ḥaqq fī ikhtiyār al-aḥaqq ("La bilancia della verità nella scelta delle cose più vere"), una collezione di brevi saggi su argomenti frequenti e caratteristici del diritto islamico, etica e teologia musulmana, in cui egli mostra un'attitudine relativamente liberale e un punto di vista tollerante se paragonato all'orientamento delle autorità religiose islamiche, spesso poco critico. Il libro servì come fonte ispiratrice per le successive aperture sociali ottomane nel XVI e XVII secolo, come l'introduzione e il consumo del caffè e del tabacco.

Sebbene egli non contribuisse alla potenziale messa al bando di caffè e tabacco, egli trovava personalmente sgradevole il sapore di quest'ultimo, scrivendo dei suoi "effetti tossici".